# Micah Williams
Micah Stephen Williams (ur. 16 lutego 1991) – amerykański aktor, znany głównie jako Emmett z serialu Powodzenia, Charlie!.

## Filmografia
| Rok       | Tytuł                                         | Rola                       | Notatki                                                    |
| --------- | --------------------------------------------- | -------------------------- | ---------------------------------------------------------- |
| 2000      | Kameleon                                      | Chłopiec                   | Odcinek: „Rules of Engagement”                             |
| 2001      | Uziemieni                                     | Wendell                    | Odcinek: „Loser”                                           |
| 2003      | Lizzie McGuire                                | Uczeń                      | Odcinek: „Dear Lizzie”, „Bye, Bye Hillridge Junior High”   |
| 2003      | Bruce Wszechmogący                            | Chłopak na rowerze         |                                                            |
| 2004–2005 | Joan z Arkadii                                | Freshman / Nerdy Kid       | Odcinki: „The Election”, „The Rise & Fall of Joan Girardi” |
| 2006      | Skazani za niewinność                         | Jordan Wainwright          | Odcinek pilotażowy                                         |
| 2006      | Młodzi gniewni. Historia Rona Clarka          | Julio Vasquez              | TV film                                                    |
| 2006      | Magiczne buty 2                               | Nathan                     | Direct-to-video film                                       |
| 2007      | Wskakuj!                                      | L'il Earl Jackson          | TV film                                                    |
| 2009      | Biuro                                         | Zian                       | Odcinek: „Scott’s Tots”                                    |
| 2010–2014 | Powodzenia, Charlie!                          | Emmett                     |                                                            |
| 2010      | The Rusty Bucket Kids: Lincoln, Journey to 16 | Chłopak na farmie Lincolna | TV film                                                    |
| 2011      | Myth Prologue                                 | Master                     | Film krótkometrażowy                                       |
| 2012      | Lucy                                          | George                     | Film krótkometrażowy                                       |